# أرنولد هاريسون
أرنولد هاريسون (بالإنجليزية: Arnold Harrison)‏ هو لاعب كرة قدم أمريكية أمريكي، ولد في 20 سبتمبر 1982 في أوغستا في الولايات المتحدة.

## وصلات خارجية
- أرنولد هاريسون على موقع مرجع كرة القدم المحترفة.كوم (الإنجليزية)
- أرنولد هاريسون على موقع JustSportsStats.com (الإنجليزية)